# Dikti
Der Dikti (griechisch Δίκτη, auch Spathi (Σπαθί) genannt) ist mit einer Höhe von 2148 m einer der höchsten Berge auf der griechischen Insel Kreta. Er ist die höchste Erhebung des nach ihm benannten Dikti-Gebirges und liegt im Präfekturbezirk Lasithi.
Der Berg liegt etwa 40 Kilometer südöstlich der Inselhauptstadt Iraklio, sechs Kilometer südlich der fruchtbaren Lasithi-Hochebene und 14 Kilometer nördlich des Libyschen Meeres (alle Angaben in Luftlinie).
Die Gipfelregion des Berges ist unbewaldet und oft noch bis in den frühen Sommer hinein schneebedeckt. Lediglich an den unteren Hängen des Gebirges befinden sich Höfe und kleine Siedlungen, die noch landwirtschaftlich geprägt sind. Besteigungen werden vorwiegend im April und September vorgenommen. Eine touristische Infrastruktur ist (noch) nicht vorhanden. Auch die Straßenverbindungen sind im Dikti-Gebirge bisher eher unzulänglich.
Der Berg ist Teil des durch das Natura 2000 Netz ausgewiesenen Naturschutzgebiets Madara Diktis (Μαδάρα Δίκτης) mit der Registriernummer GR4320010.